# 赵振东 (小麦遗传育种专家)
赵振东（1942年9月—），汉族，山东武城人，中国小麦遗传育种专家，中国工程院院士。

## 生平
1965年毕业于南京农学院，之后到新疆生产建设兵团基层农场从事农技推广工作。1980年至1983年在湖南农学院攻读作物遗传育种硕士。1984年，调入山东省农业科学院从事小麦遗传育种工作。